# Liettres Challenge 1478
Le Liettres Challenge 1478 est une compétition internationale de cricket se déroulant tous les ans, fin septembre, sur la commune de Liettres et célébrant le plus ancien témoignage mondial du cricket authentifié dans une lettre de doléance adressée au Roi Louis XI qui mentionne un décès lors d’un match le 25 octobre 1478 dans le Parc du Château de Liettres.

## Formule
Le tournoi rassemble les 3 pays concernés par la naissance du Cricket la France (Flandre Française), la Belgique (Flandre Belge) et l'Angleterre, pays du cricket.

## Palmarès
| Saison | Vainqueur                     | Finaliste                     |
| ------ | ----------------------------- | ----------------------------- |
| 2015   | Lille CC (France)             | Whitstable CC (Angleterre)    |
| 2016   | 12 Stars Bruxelles (Belgique) | Lille CC (France)             |
| 2017   | 12 Stars Bruxelles (Belgique) | Stone-in-Oxney (Angleterre)   |
| 2018   | Saint Omer CC Stars (France)  | 12 Stars Bruxelles (Belgique) |
| 2019   | Saint Omer CC Stars (France)  | 12 Stars Bruxelles (Belgique) |
| 2020   | Tournoi Annulé (Covid)        | Tournoi Annulé (Covid)        |
| 2021   | Saint Omer CC Stars (France)  | Vipères Valenciennes (France) |
| 2022   | Saint Omer CC Stars (France)  | Lille CC (France)             |

## Histoire
C'est en France que l'on trouve la plus ancienne trace mondiale liée au cricket (1478) dans une lettre de doléance adressée au Roi Louis XI qui mentionne une dispute liée à ce jeu dans le village de Liettres, près de Saint-Omer. L'auteur Jean-Jules Jusserand mentionne dans Les Sports et jeux d'exercice dans l'ancienne France (1901) la référence de Liettres en 1478 et stipule que le cricket n'est autre chose qu'une variété du jeu de crosse ou de soule à la crosse. La première référence avérée au cricket en Angleterre date de 1597 : le médecin légiste John Derrick témoigne au cours d'un procès que ses amis et lui ont joué au « creckett » alors qu'il étudiait à la Royal Grammar School de Guildford, dans le Surrey, aux environs de 1550.

### Première édition en 2015

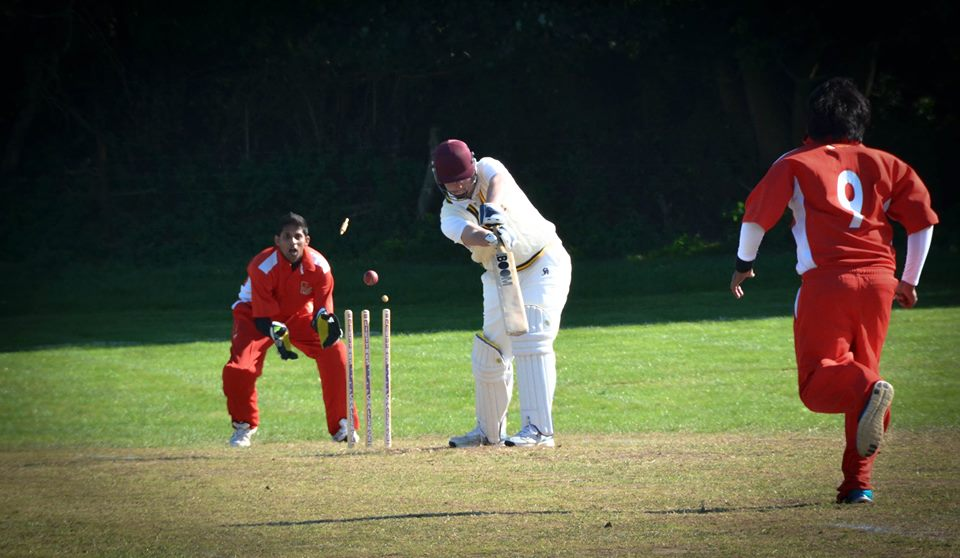
Finale du Liettres Challenge en 2015

Pour renouer avec les sources du jeu, remémorer la naissance du Cricket en Flandres, le Lille Cricket Club, la Ville et le Comité des Fêtes de Liettres et le Pays de la Lys Romane lancent le « Liettres Challenge 1478 », un tournoi international de Cricket. Pour la première édition les 3 clubs invités sont les Arcadians de Gand (Belgique), le Whitstable Cricket Club (Angleterre) et le Lille Cricket Club (France). C'est le Lille Cricket Club qui remporte la 1ère édition.
La première édition du Liettres Challenge 1478 connait un grand retentissement médiatique en France,,,,, et à l'étranger,, notamment au Royaume Uni et en Inde, et créé un émoi, dans la communauté mondiale du cricket sur les possibles origines françaises du plus britannique des sports.

### Édition 2016
L'édition 2016 est organisée par la Communauté de Communes Artois Flandre et se déroule pour la première fois dans l'enceinte même du Château de Liettres, "là où tout a commencé". Elle rassemble les clubs des 12 Stars de Bruxelles (Belgique), le Whitstable Cricket Club (Angleterre) et le Lille Cricket Club (France).
Ce sont les belges des 12 Stars de Bruxelles qui remporte la 2ème édition.

### Édition 2017
L'édition 2017 est organisée par la Communauté d'agglomération Béthune-Bruay, Artois Lys Romane et se déroule également dans l'enceinte du Château avec l'objectif de faire du Challenge, une des plus importantes compétitions de Cricket en France. Le tournoi accueille une nouvelle équipe anglaise, Stone-in-Oxney qui perd en finale contre les 12 Stars de Bruxelles qui remportent le Challenge pour la 2e année consécutive.

### Édition 2018

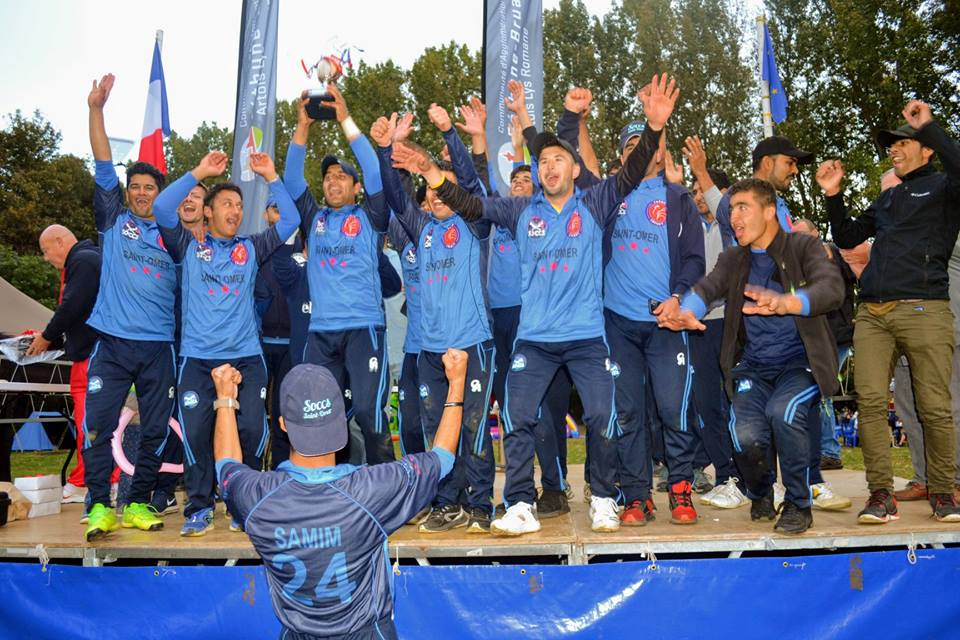
St Omer remporte la 4e édition du Liettres Challenge 1478

L'édition 2018 est organisée par la Communauté d'agglomération Béthune-Bruay, Artois Lys Romane et se déroule une nouvelle fois dans l'enceinte du Château. Le Challenge monte en puissance en devenant avec une véritable fête médiévale et familiale, avec l'arrivée d'une 4e équipe. Pour cette édition 2018 qui se déroule les 29 et 30 septembre, la France est représentée par Lille CC et St Omer, Champions des Hauts-de-France de Cricket 2017 et 2018, la Belgique par les 12 Stars de Bruxelles et l'Angleterre par Davington Priory CC. C'est St Omer qui remporte le challenge pour sa première participation.

### Édition 2019
En 2019, le Liettres Challenge 1478 fête sa 5e édition qui se déroule les 28 et 29 septembre 2019. Le Tournoi international est organisé par la Communauté d'agglomération Béthune-Bruay, Artois Lys Romane et se dispute une nouvelle fois dans l'enceinte du Château avec l'objectif de faire du Challenge une des plus importantes compétitions de Cricket en France associée à une grande fête médiévale. La France est représentée par Lille CC et St Omer, la Belgique par les 12 Stars de Bruxelles et l'Angleterre par Davington Priory CC. Pour la première fois la pluie perturbe la compétition, mais entre les gouttes de pluie, c'est le club de St Omer Cricket Club Stars qui conserve le trophée.

### Éditions 2020 et 2021
L'édition 2020 du Challenge est annulée en raison de la pandémie Covid-19. L'édition 2021 se déroule les 25 et 26 septembre. Elle accueille pour l'occasion les Vipères de Valenciennes, champions 2021 des Hauts-de-France, Lille, le club fondateur du Challenge, Saint Omer, vainqueur des éditions 2018 et 2019, et les 12 Stars de Bruxelles, vainqueurs des éditions 2016 et 2017. L'ambition de la Communauté d'agglomération de Béthune-Bruay, Artois-Lys Romane est de faire du challenge, « un tournoi pour démocratiser le cricket ». Le tournoi remporté par St Omer bat des records des fréquentations et devient un des événements majeurs de Cricket en France.

### Éditions 2022
Pour la 7e édition du Challenge, l'ASPTT Arras est pour la première fois invité. À noter que les 12 Stars de Bruxelles sont Champions de Belgique 2022, que Saint-Omer et Lille CC arrivent à Liettres avec leur ticket pour la Division 2 Française (ils se disputeront le titre de Champion de France 2022 de D3 le 1er octobre). Le tournoi se déroule toujours au pied du château dans une ambiance médiévale,,avec de nombreuses animations orchestrées par la Communauté d'agglomération de Béthune-Bruay, Artois-Lys Romane.
Comme l'année précédente, le tournoi remporté par St Omer, qui fait cette fois-ci face au Lille CC.